# 上海1920 あの日みた夢のために
『上海1920 あの日みた夢のために』（しゃんはい1920 あのひみたゆめのために、原題：上海1920、英題：Shanghai 1920）は1991年の香港・アメリカ合作映画。ビデオ邦題は『上海1920』。

## キャスト
※括弧内はVHS版日本語吹き替え。
- ビリー・フォン：ジョン・ローン（松橋登）
- ドーソン・コール：エイドリアン・パスダー（菅生隆之）
- メイ：フェニー・ユン（日野由利加）
- メイベル：ロレッタ・リー
- ミン：キョン・ヤン（田中信夫）
- フランシス：エリック・マイケル・ジー
- ビリー・フォン（少年時代）：ウォン・チュンユー
- ドーソン・コール（少年時代）：ビリー・コーエン
- パオ：ラウ・シウミン（田中康郎）
- ツォー：ウォン・カムコン（加藤精三）
- チェン：ホアン・ウェンジェ（北村弘一）
- ジャン：ミシェル・クレヴェリン（峰恵研）

## スタッフ
- 監督：レオン・ポーチ
- 製作総指揮：ロバート・チュア
- 製作：ジム・チョイ
- 脚本：ティモシー・R・ロン、マイケル・ローリン
- 撮影：ウォルター・グレッグ、ジョー・チャン
- 音楽：喜多郎
- 編集：ウィリアム・パーカー